# Fagopyrum urophyllum
Fagopyrum urophyllum là một loài thực vật có hoa trong họ Rau răm. Loài này được (Bureau & Franch.) Gross mô tả khoa học đầu tiên năm 1913.